# Gambettola
Gambettola är en ort och kommun i provinsen Forlì-Cesena i regionen Emilia-Romagna i Italien. Kommunen hade 10 733 invånare (2018).